# Ormocarpum drakei
Ormocarpum drakei är en ärtväxtart som beskrevs av René Viguier. Ormocarpum drakei ingår i släktet Ormocarpum och familjen ärtväxter. Inga underarter finns listade i Catalogue of Life.